# Pan (musikgruppe)
 For alternative betydninger, se Pan (flertydig). (Se også artikler, som begynder med Pan)
Pan var et dansk rockband. Det blev dannet i oktober 1969 i København af Robert Lelièvre og Arne Würgler. Bandet udgav blot et album, som bærer gruppens navn og anses for at være blandt de allerbedste i dansk rockhistorie. Lelièvre og Würgler fandt sammen med fire andre danske musikere: Brødrene Thomas og Michael Puggaard-Müller (guitar og trommer), jazz-organisten Henning Verner (som tidligere havde optrådt med Dexter Gordon) samt sanger og sangskriver Niels Skousen, der oprindeligt delte tjansen som forsanger med Lelièvre men forlod Pan allerede i januar 1970. Pan udgav deres første singleplade "In a Simple Way" / "Right Across My Bed" i samme måned, efterfulgt af deres debutalbum Pan i maj. Al musik og tekst er skrevet af Lelièvre (med to af sangene på fransk og resten på engelsk), og produktionen fremhæver den sofistikerede blanding af rock, blues, folkemusik, jazz og endda et par stænk af klassisk. På tidspunktet for dens udgivelse blev Pan hyldet af den danske presse, og Dagbladet Information udråbte den til "det bedste danske rock album indtil videre". Med tiden har pladen opnået status af klassiker i dansk rockhistorie. Den er således nævnt som det fjerde bedste danske rock-album fra 1970'erne i Politikens Dansk Rock. Den er i 2010 udkommet på et CD – boxset Dansk Rock Historie 1965-1978, vol.II. Udover det findes den også på den originale vinyludgave, og i anledningen af Record Store Day i 2016, blev den genoptrykt på vinyl i et begrænset oplag. Selve 2016-presningen er desuden i grøn vinyl.
Pan gav i 1970 utallelige koncerter, spillede på festivaler i Danmark og Tyskland og medvirkede i to danske radioudsendelser og et TV program. De to radioudsendelser blev optaget af DR og udgivet på CD i 2004 af det danske selskab Karma Music under titlen Pan on the Air – Danish Radio Sessions 1970. De skrev og indspillede også 20 minutters instrumental musik til den svenske film Deadline  og udfyldte selv rollen som et turnerende band i filmen. Men trods succesen på scenen og i medierne solgte Pan ikke godt, og bandet gik langsomt i opløsning i løbet af efteråret 1970.

## Bandmedlemmer
- Robert Lelièvre, guitar og sang
- Thomas Puggård-Müller, guitar
- Henning Verner, orgel og guitar
- Arne Würgler, bas
- Michael Puggård-Müller, trommer

## Diskografi

### LP
- Pan: Pan (1970) – Sonet (SLPS 1518)

1. My Time
2. If
3. Song To France
4. They Make Money With The Stars
5. Il N'y A Pas Si Longtemps De Ca
6. Many Songs Have Been Lost
7. Tristesse
8. To Get Along Alone
9. We Must Do Something Before The End Of The Day
10. Lady Of The Sand

- Pan: Pan on the Air – Danish Radio Sessions 1970 (2004) – Karma Music (KMCD 28114)

### Single
- Pan: "In a Simple Way" / "Right Across My Bed" (1970) – Sonet (T 7258)